# Ignacio Escolar García
Ignacio Escolar García (Burgos, 20 december 1975) is een Spaans journalist en directeur van de nieuwswebsite eldiario.es. Hij was mede-oprichter en eerste hoofdredacteur van het dagblad Público. Verder is hij ook politiek commentator op radio en televisie.

## Biografie
Escolar is geboren in Burgos als zoon van twee journalisten. Hij studeert journalistiek aan de Complutense Universiteit van Madrid, maar maakt zijn studie niet af. In 1995 gaat hij werken voor dagbladen als Cinco Días en El Mundo en een aantal tijdschriften, waaronder de Spaanse versie van Rolling Stone. Na een periode als persconsultant in Latijns-Amerika en adjunct-directeur van La voz de Almería, gaat hij in 2007 terug naar Madrid om het dagblad Público op te richt waarvan hij de eerste directeur en hoofdredacteur is tot 2009. Hij blijft columnist voor het blad, tot in 2012 de papieren versie ervan geschrapt wordt, en de krant alleen nog op internet verschijnt. Hij verlaat de redactie op dat moment om de nieuwssite eldiario.es op te richten.
In 2010 publiceert Escolar samen met zijn vader, Arsenio Escolar, het boek La nación inventada. Una historia diferente de Castilla.
Als politiek commentator verschijnt Escolar veelvuldig op radio en televisie, op verschillende zenders, waaronder TVE,Telecinco en radiozender Cadena SER. Bij deze laatste zender is hij in 2016 ontslagen middels een directe order van Juan Luis Cebrián, toenmalig president van de Grupo Prisa waar die zender onderdeel van is, omdat Escolars site eldiario.es uitgebreid bericht deed van de Panama papers.
Sinds 2015 heeft Escolar voor zijn televisie-optredens een exclusiviteitscontract met de zender La Sexta en verder werkt hij samen met buitenlandse kranten, zoals The Guardian in het Verenigd Koninkrijk en Clarín in Argentinië.
Escolar is een zelfverklaard atheïst.
- Biblioteca Nacional de España: XX5406827
- Bibliothèque nationale de France: cb16515662g (data)
- Catàleg d'autoritats de noms i títols de Catalunya: 981058517680506706
- Gemeinsame Normdatei: 1020954949
- International Standard Name Identifier: 0000 0001 2036 5443
- Library of Congress Control Number: no2011052045
- Nationale Bibliotheek van Tsjechië: jo20191040286
- Système universitaire de documentation: 153133651
- Virtual International Authority File: 170114344
- WorldCat: E39PBJqFHPDGWYBDqQypVbgBT3